# Uragano (film 1979)
Uragano (Hurricane) è un film catastrofico di Jan Troell del 1979, liberamente ispirato al film omonimo del 1937.

## Trama
Nel 1920 Charlotte, una pittrice americana, arriva da Boston sull'isola di Alaya per far visita a suo padre, il Capitano Bruckner della US Navy, che non vede da molto tempo. Bruckner è il governatore del Congresso degli Stati Uniti sanzionato dell'isola. Egli governa con un atteggiamento severo e paternalistico verso i nativi e applica la legge in maniera rigida, cosa che la figlia non approva. Lei cerca di intervenire a favore del cameriere del padre, Matangi, il quale prevede di ottenere da Bruckner di buttare fuori una dura sanzione rilasciata ad un nativo che ha rubato una barca "per amore". Bruckner si rifiuta, e rimprovera bruscamente Matangi, con grande costernazione di Charlotte.
Matangi consacra presto il capo supremo della sua isola, Alava. Matangi non è disposto ad accettare di tutto cuore le disposizioni delle forze americane, soprattutto se vanno contro il benessere del suo popolo. La sua testardaggine fa infuriare Bruckner. Charlotte vuole rimanere per un mese sull'isola, sorvegliata dal Dottor Danielsson e da Padre Malone, missionari che risiedono su Alava. Nonostante la gelosia del capitano Bruckner verso Matangi, poiché è attratto da sua figlia, accetta di restare e di navigare fuori per un mese. Matangi e Charlotte diventano rapidamente amanti. Quando vengono scoperti da Bruckner, Matangi viene arrestato con un'accusa inventata. Fugge con l'aiuto di Charlotte. Proprio quando le tensioni stanno cominciando a scoppiare, il disastro colpisce, sotto forma di un gigantesco uragano.

## Produzione
Il film è basato su un film omonimo del 1937 diretto da John Ford. Le riprese sono state girate interamente in esterni a distanza dai mari del sud dell'isola di Bora Bora. Gli effetti speciali per l'uragano sono stati creati da un team guidato da Glen Robinson, che ha anche creato gli effetti speciali per il film del 1937.
Roman Polański è stato originariamente assunto per dirigere dal produttore Dino de Laurentiis, non molto tempo dopo l'arresto di Polanski nel 1977. Mentre il suo caso ha esaminato la sua strada attraverso i tribunali per molti mesi, Polanski ha sviluppato la sceneggiatura con lo scrittore Lorenzo Semple Jr. ed ha supervisionato la pre-produzione, compresa la selezione di Bora Bora come location e la costruzione del set. Quando Polanski è stato mandato in prigione per un breve periodo ed il suo futuro è diventato incerto, De Laurentiis ha dovuto sostituirlo con Jan Troell, così il film era pronto per essere girato.
Il budget è stato di 20 milioni di dollari. Troell ha ritenuto che questo imponente budget in realtà ha fatto dirigere il film verso un'esperienza molto più difficile e sgradevole. In seguito ha osservato:
"Credo che più soldi ci sono, meno hai libertà creativa. Dino de Laurentiis è un produttore molto forte, e sapeva quello che voleva. Sapevo che, fin dall'inizio, non ho avuto un buon momento per girare il film, perché non pensavo che stavo facendo un buon lavoro. Ho voluto complicare i personaggi, renderli più interessanti, ma quando un film costa tanto, un produttore dice che dovete fare appello ad un denominatore comune. Dino ha avuto, come la sua luce guida per quel film, il gusto di un grande pubblico; a volte avrebbe toccato il naso e dire "Posso odorare!". Mi piace Dino in molti modi, ma per lui era difficile fare quel tipo di film. I personaggi si sono persi negli effetti speciali".
La colonna sonora del film è stata l'ultima del compositore Nino Rota, che morì due giorni prima del suo debutto.

## Riscontri
Ha ricevuto recensioni contrastanti da parte della critica e un punteggio del 50% su Rotten Tomatoes.

## Uscita
La Legend Films, attraverso la collaborazione con la Paramount Home Entertainment, ha distribuito il film in DVD il 1º luglio 2008.